# Фрата Тодина
Фрата Тодина (итал. Fratta Todina) је насеље у Италији у округу Перуђа, региону Умбрија.
Према процени из 2011. у насељу је живело 686 становника. Насеље се налази на надморској висини од 210 м.

## Становништво
Према резултатима пописа становништва 2011. у општини је живело 1.840 становника.
| 1936. | 1951. | 1961. | 1971. | 1981. | 1991. | 2001. | 2011. |
| ----- | ----- | ----- | ----- | ----- | ----- | ----- | ----- |
| 2.043 | 2.084 | 1.960 | 1.756 | 1.722 | 1.617 | 1.733 | 1.840 |